# پورت یونیون، نیوفاندلند و لابرادور
پورت یونیون، نیوفاندلند و لابرادور (به انگلیسی: Port Union, Newfoundland and Labrador) یک منطقهٔ مسکونی در کانادا است که در ترینتی بای، نیوفاندلند و لابرادور واقع شده‌است.